# Karlovac Feričanački
Karlovac Feričanački falu Horvátországban Verőce-Drávamente megyében. Közigazgatásilag Raholcához tartozik.

## Fekvése
Verőcétől légvonalban 54, közúton 63 km-re délkeletre, községközpontjától légvonalban és közúton 5 km-re keletre, Szlavónia középső részén, a Drávamenti-síkságon fekszik.

## Története
A település az 1920-as években keletkezett Feričanci nyugati, Karlovac nevű határrészén. Lakosságát 1931-ben számlálták meg először önállóan, akkor 65-en lakták. 1991-ben lakosságának 48%-a szerb, 44%-a horvát nemzetiségű volt. 2011-ben 12 lakosa volt, többnyire idős emberek.

## Lakossága
| Lakosság változása | Lakosság változása | Lakosság változása | Lakosság változása | Lakosság változása | Lakosság változása | Lakosság változása | Lakosság változása | Lakosság változása | Lakosság változása | Lakosság változása | Lakosság változása | Lakosság változása | Lakosság változása | Lakosság változása | Lakosság változása |
| ------------------ | ------------------ | ------------------ | ------------------ | ------------------ | ------------------ | ------------------ | ------------------ | ------------------ | ------------------ | ------------------ | ------------------ | ------------------ | ------------------ | ------------------ | ------------------ |
| 1857               | 1869               | 1880               | 1890               | 1900               | 1910               | 1921               | 1931               | 1948               | 1953               | 1961               | 1971               | 1981               | 1991               | 2001               | 2011               |
| 0                  | 0                  | 0                  | 0                  | 0                  | 0                  | 0                  | 65                 | 68                 | 76                 | 66                 | 65                 | 43                 | 27                 | 26                 | 12                 |

(1953-tól önálló településként.)